# Marathokambos
Marathokambos (griechisch Μαραθόκαμπος (m. sg.)) ist eine Kleinstadt im Westen der griechischen Insel Samos mit 1069 Einwohnern (2011). Zusammen mit den umliegenden Dörfern und Siedlungen bildet sie den Stadtbezirk Marathokambos (Dimotiki Kinotita Marathokambou Δημοτική Κοινότητα Μαραθοκάμπου) mit 48,097 km² und insgesamt 1900 Einwohnern (2011). Der Name Marathokambos bedeutet Fenchelebene (Maratho, μάραθο = Fenchel und Kambos, κάμπος = Ebene). Von 1997 bis Ende 2010 war Marathokambos Verwaltungssitz der gleichnamigen Gemeinde.

## Lage
Der flächengrößte Stadtbezirk von Samos liegt im Südwesten der Insel. Das Gebiet erstreckt sich auf einer Fläche von 47,903 km² von der Bucht von Plaka (Όρμος Πλάκας) im Westen, entlang der Südwestküste mit zahlreichen Kaps und kleinen Buchten und anschließend über mehrere Kilometer am Golf von Marathokambos (Κόλπος Μαραθοκάμπου). Das Gebiet reicht bis zu etwa 4 km ins Inselinnere und erreicht mit dem 1434 m hohen Kerkis die höchste Erhebung von Samos. Benachbarte Ortsgemeinschaften sind im Westen Kallithea sowie von Nordwest nach Norden Drakei, Kosmadei, Kastania, Karlovasi, Agii Theodori und Platanos des Gemeindebezirks Karlovasia und im äußersten Westen Koumeika.
Die Kleinstadt Marathokambos liegt etwa 4 km nördlich der Küste in 250 m Höhe. Sie liegt abseits der Hauptverkehrsachsen. Die Entfernung zu den Häfen von Karlovasi im Norden beträgt 15 km, nach Samos im Inselosten etwa 45 km und zum Flughafen etwa 31 km.

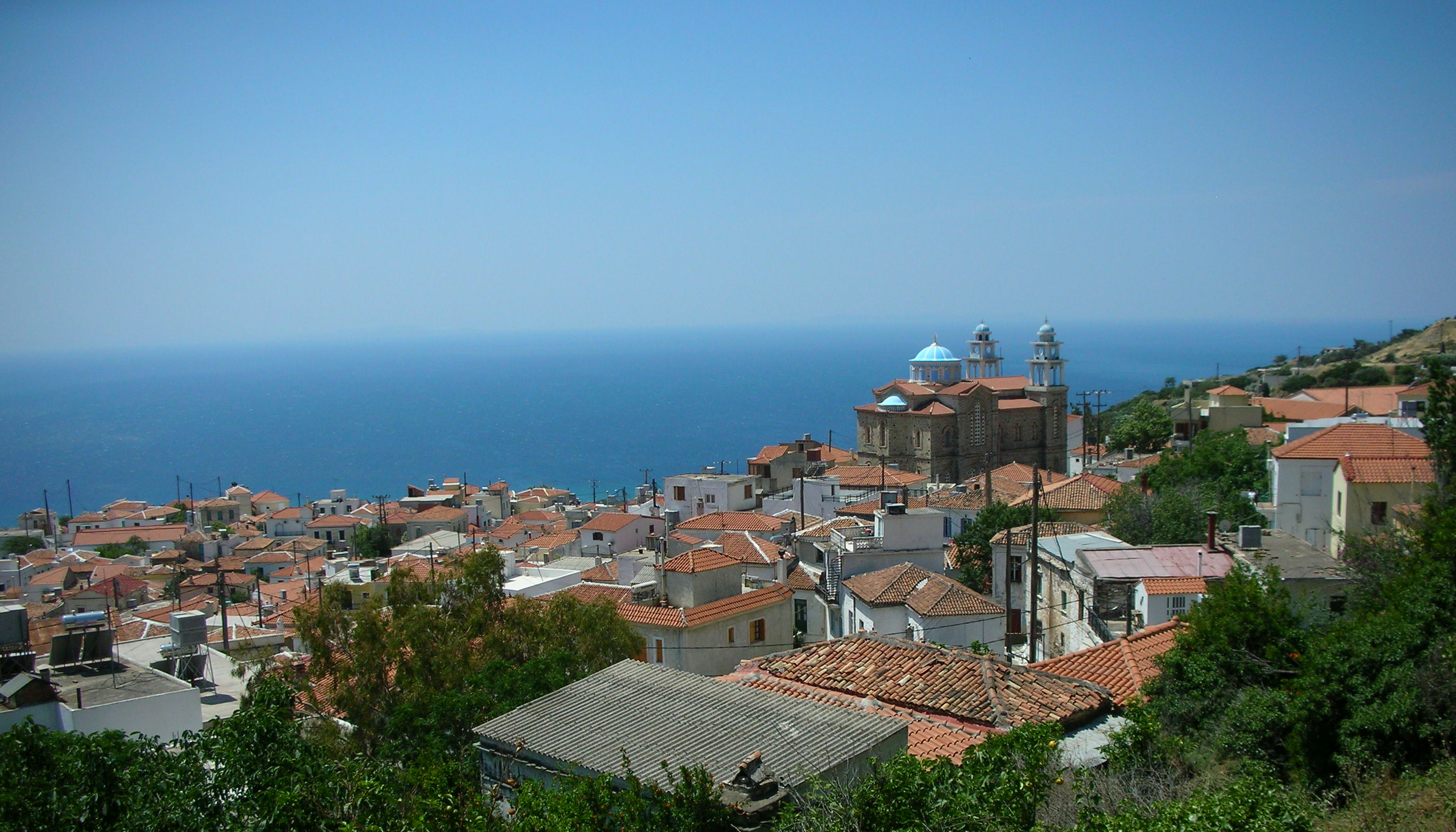
Marathokambos

Bis heute konnte der Ort sein Bild mit dicht aneinander gebauten Häusern, engen Straßen, Treppengassen, Torbögen und kleinen Plätzen bewahren. Die meisten Gebäude sind entlang der Landstraße gebaut, es gibt nur wenige weitere Straßen. Marathokambos ist zunehmend von Abwanderung bedroht. Neben dem Kerkis westlich des Ortes, prägen Olivenhaine, die fast bis hinunter zum Meer reichen, das Bild der Umgebung. Bei einem großen Brand im Jahr 2000 wurden ein Teil der Wälder und Olivenbäume um Marathokambos vernichtet.

## Geschichte
Die erste Ansiedlung in der Nähe des heutigen Marathokambos wurde in der zweiten Hälfte des 16. Jahrhunderts von Menschen aus Chios in der etwas tiefer gelegenen Gegend Loukeika (Λουκαίικα) gegründet. Aufgrund der kurz zuvor von Kilic Ali Pascha erworbenen Privilegien, die der Sultan der fast unbewohnten Insel Samos gewährte, siedelten sich bis zum Ende des 17. Jahrhunderts Menschen von der Peloponnes, wahrscheinlich aus Gythio oder dem benachbarten Marathonisi, von Karpathos, Ikaria und Kreta an. Wahrscheinlich wegen der Piratenüberfälle zu dieser Zeit, vielleicht auch wegen der besseren Versorgung mit Wasser, wurde der Ort Marathokambos an höherer Stelle errichtet. Die Lage zwischen zwei Bächen inmitten von undurchdringlicher Vegetation gewährte mehr Sicherheit. Später dehnte sich der Ort weiter nach Süden und Westen aus.
Nach dem Anschluss von Samos an Griechenland war Marathokambos von 1918 bis 1997 eine Landgemeinde (Kinotita Marathokambou Κοινότητα Μαραθοκάμπου). Zunächst zählten neben dem Küstenort Ormos Marathokambou nur die nahegelegenen Binnendörfer Sevasteika und Sakkouleika zur Landgemeinde. Mit ihrer Anerkennung als Siedlung folgten 1928 Agia Kyriaki, 1961 Paleochori, 1971 Kambos sowie 1991 Isomata, Limnionas und Velanidia. 1997 folgte durch die Gebietsreform die Vereinigung mit vier weiteren Landgemeinden zur Gemeinde Marathokambos. Die damals geschaffenen vier Inselgemeinden wurden durch das 2010 beschlossene Kallikratis-Programm zur Gemeinde Samos zusammengelegt, Marathokambos erhielt den Status eines Stadtbezirks (Δημοτική Κοινότητα).
Einwohnerentwicklung von Marathokambos
| Name                | griechischer Name           | Code       | 1913 | 1920 | 1928   | 1940   | 1951   | 1961 | 1971 | 1981 | 1991 | 2001 | 2011 |
| ------------------- | --------------------------- | ---------- | ---- | ---- | ------ | ------ | ------ | ---- | ---- | ---- | ---- | ---- | ---- |
| Marathokambos       | Μαραθόκαμπος (m. sg.)       | 5602020101 | 3585 | 3266 | 2988   | 3010   | 2730   | 2233 | 1862 | 1765 | 1501 | 1329 | 1069 |
| Agia Kyriaki        | Αγία Κυριακή (f. sg.)       | 5602020102 |      | -    | 0188   | 0180   | 0111   | 0109 | 0079 | 0087 | 0036 | 0057 | 0043 |
| Velanidia           | Βελανιδιά (f. sg.)          | 5602020103 |      |      |        |        |        |      |      |      | 0050 | 0069 | 0072 |
| Isomata             | Ισώματα (n. pl.)            | 5602020104 |      |      |        |        |        |      |      |      | 0007 | 0017 | 0006 |
| Kambos              | Κάμπος (m. sg.)             | 5602020105 |      |      |        |        |        |      | 0020 | 0062 | 0088 | 0237 | 0471 |
| Limnionas           | Λιμνιώνας (m. sg.)          | 5602020106 |      |      |        |        |        |      |      |      | 0024 | 0018 | 0029 |
| Ormos Marathokambou | Όρμος Μαραθοκάμπου (m. sg.) | 5602020107 | 0220 | 0218 | 0250   | 0226   | 0236   | 0229 | 0184 | 0227 | 0164 | 0221 | 0194 |
| Paleochori          | Παλαιοχώρι (n. sg.)         | 5602020108 |      |      |        |        |        | 0038 | 0033 | 0024 | 0016 | 0012 | 0016 |
| Sevasteika          | Σεβασταίικα (n. pl.)        | 5602020109 | 0040 | 0029 | 0029   | 0027   | 0014   | 0027 | 0014 | 0005 | 0006 | 0000 | 0000 |
| Sakkouleika         | Σακκουλαίικα (n. pl.)       |            | 0122 | 0109 | 0148   | 0147   | 1      |      |      |      |      |      |      |
| Gesamt              | Gesamt                      | 56020201   |      | 3622 | 3613 2 | 3595 3 | 3095 4 | 2636 | 2192 | 2080 | 1892 | 1960 | 1900 |

## Wirtschaft
Der bedeutendste Wirtschaftsfaktor ist die Landwirtschaft, insbesondere der Anbau von Oliven für die Ölgewinnung. Für den Eigenbedarf werden verschiedene Gemüse angebaut. Im Hafenort Ormos Marathokambou aber besonders in der Küstensiedlungen Kambos wird das touristische Angebot verstärkt ausgebaut. Auf einem Bergrücken östlich der Stadt betreibt PPC Renewables S.A. ein Tochterunternehmen des staatlichen Energieversorgers DEI (ΔΕΗ) eine Windkraftanlage, der weitere Ausbau ist geplant.